# Rome-Jayden Owusu-Oduro
Rome-Jayden Owusu-Oduro (Purmerend, 2 juli 2004) is een Nederlands-Ghanees voetballer die speelt als doelman. In augustus 2022 debuteerde hij voor Jong AZ en in december 2023 voor AZ.

## Clubcarrière
Owusu-Oduro speelde in de jeugd van DVC Buiksloot en kwam in 2015 terecht in de opleiding van AZ nadat hij al een jaar bij zijn eigen club training had gekregen van AZ-trainers. Hier tekende hij in oktober 2020 zijn eerste professionele contract. In de zomer van 2022 werd hij overgeheveld naar de selectie van Jong AZ en bij dit team maakte hij op 26 augustus van dat jaar zijn professionele debuut. Op die dag mocht hij van coach Maarten Martens op doel starten op bezoek bij FC Eindhoven in de Eerste divisie. Door een doelpunt van Ozan Kökçü werd met 1–0 verloren.
Het contract van Owusu-Oduro werd in november 2022 opengebroken en verlengd tot medio 2026. Met het hoogste jeugdteam van AZ wist hij de UEFA Youth League te winnen door in de finale Hajduk Split te verslaan. In de route naar de finale was hij ook doelman in twee met winst afgesloten strafschopreeksen. Een maand later werd Owusu-Oduro voor het komende seizoen overgeheveld naar het eerste elftal. In december 2023 werd zijn contract opengebroken en met twee jaar verlengd, tot medio 2028.
Later die maand maakte hij zijn debuut in het eerste elftal. Door een blessure van Mathew Ryan besloot coach Pascal Jansen om Owusu-Oduro onder de lat te zetten in de uitwedstrijd tegen Legia Warschau in de UEFA Europa Conference League. Door doelpunten van Yuri Ribeiro en Blaž Kramer werd met 2–0 verloren en deze nederlaag betekende de Europese uitschakeling voor AZ. Hij zou uiteindelijk zeven wedstrijden spelen in alle competities voor AZ. Na het seizoen vertrok Ryan transfervrij bij AZ en kreeg Owusu-Oduro het rugnummer 1. Martens, inmiddels coach van het eerste elftal, bevestigde tevens dat Owusu-Oduro de eerste keuze op doel was voor het seizoen 2024/25.
In februari 2025 stopte hij twee strafschoppen en zag hij een inzet over het doel gaan in een penaltyreeks tegen Heracles Almelo, waardoor AZ de finale van de KNVB Beker bereikte. Deze finale tegen Go Ahead Eagles ging verloren na opnieuw een strafschoppenreeks. Het contract van de doelman werd in juli 2025 opengebroken en met twee seizoenen verlengd tot medio 2030.

## Clubstatistieken
| Seizoen | Club    | Competitie     | Competitie | Competitie | Beker | Beker | Internationaal | Internationaal | Nacompetitie | Nacompetitie | Totaal | Totaal |
| Seizoen | Club    | Competitie     | Wed.       | Dlp.       | Wed.  | Dlp.  | Wed.           | Dlp.           | Wed.         | Dlp.         | Wed.   | Dlp.   |
| ------- | ------- | -------------- | ---------- | ---------- | ----- | ----- | -------------- | -------------- | ------------ | ------------ | ------ | ------ |
| 2022/23 | Jong AZ | Eerste divisie | 14         | 0          | —     | —     | —              | —              | —            | —            | 14     | 0      |
| 2023/24 | Jong AZ | Eerste divisie | 17         | 0          | —     | —     | —              | —              | —            | —            | 17     | 0      |
| 2024/25 | Jong AZ | Eerste divisie | 2          | 0          | —     | —     | —              | —              | —            | —            | 2      | 0      |
| 2023/24 | AZ      | Eredivisie     | 4          | 0          | 2     | 0     | 1              | 0              | —            | —            | 7      | 0      |
| 2024/25 | AZ      | Eredivisie     | 28         | 0          | 5     | 0     | 11             | 0              | 2            | 0            | 46     | 0      |
| Totaal  | Totaal  | Totaal         | 65         | 0          | 7     | 0     | 12             | 0              | 2            | 0            | 86     | 0      |

Bijgewerkt op 2 juli 2025.